# Cyprien Girerd
Pour les articles homonymes, voir Girerd.
 (décembre 2015).
Si vous disposez d'ouvrages ou d'articles de référence ou si vous connaissez des sites web de qualité traitant du thème abordé ici, merci de compléter l'article en donnant les références utiles à sa vérifiabilité et en les liant à la section « Notes et références ».
Cyprien Girerd, né à Nevers le 1er mai 1832, et mort à Paris le 9 avril 1916, est un avocat et homme politique français. Il a été commissaire du gouvernement puis député de la Nièvre de 1871 à 1881, et sous-secrétaire d'État dans plusieurs gouvernements.

## Biographie
Cyprien Girerd est le fils de l'avocat et homme politique Frédéric Girerd (1801-1859).
Après avoir fait son droit à Paris, Cyprien Girerd vient à Nevers s’établir comme avocat où il acquit bientôt, à la suite de son père, une grande réputation de pénaliste. Prenant parti contre l’Empire, il fonde en 1867 un journal d’opposition, L’Impartial de la Nièvre, devenu L’Impartial du Centre, dont il confie la rédaction à Edmond Haraucourt.
Il est nommé préfet de la Nièvre par Léon Gambetta le 4 septembre 1870, le jour même de la proclamation de la République. À la suite d’un différend avec Gambetta, il lui écrit, le 9 janvier 1871 : « Je ne travaille pas pour un ministre mais pour fonder la République », mots qui naturellement provoquent sa révocation de préfet deux jours plus tard. « Notre ami Girerd est destitué pour n’avoir pas approuvé la dissolution des Conseils généraux […]. On lui a envoyé sa destitution par télégramme. Il a répondu par télégramme avec beaucoup de douceur et d’esprit : “Mille remerciements”. Il n’a pas fait d’autres bruits, mais l’opinion lui tiendra compte de la dignité de sa conduite ; ces mesures sont intempestives, et dans l’espèce, parfaitement injustes. La délégation est malade, elle est dans la phase de la méfiance. » écrira George Sand, amie du père de Girerd dans le Journal d’un voyageur. 
Conseiller général du canton de La Charité-sur-Loire, il est élu député de la Nièvre le 8 février 1871 sur la liste de « concentration », avec le général Ducrot et les opposants à l’Empire, il rejoint l’Assemblée à Bordeaux puis à Versailles. Inscrit au groupe de la gauche républicaine, ses principaux amis politiques sont Étienne Lamy, Duvergier de Hauranne, Henri Brisson, Gambetta, Albert Joly. Il fut un des 363. C’est lui qui, comme le souligne Jérôme Grévy dans La République des opportunistes, a été à l’initiative du bouleversement du 9 juin 1874 qui secoua la France à la suite des agissements du parti bonapartiste.
Réélu député le 14 octobre 1877, il vote contre le ministère Rochebouet. Cette opposition le met en vedette dans les combinaisons politiques ; ainsi prit-il part à plusieurs ministères. Il fut, avec Cochery et Sadi Carnot, l’un des trois sous-secrétaires d’État à l’Agriculture et au Commerce de 1878 à 1880 dans les cabinets Dufaure, Freycinet et Jules Ferry. Un temps directeur général des forêts, il semble avoir donné au service météorologique son élan et assuré son développement en collaboration avec Mascart et Léon Périer.
En 1878, il eut à s’occuper de l’Exposition universelle. En 1881, il est battu aux élections législatives dans la Nièvre par un candidat socialiste. Fidèle à ses amitiés, il avait été l’un des premiers à s’inscrire à la Société des amis de Gambetta. Il est nommé trésorier payeur général de l’Allier en 1885, du Loiret et de la Somme en 1897. Son nom est associé à la fondation de la Caisse commerciale à Nevers, qui semble avoir connu quelques déboires. 
Il meurt le 9 avril 1916 à son domicile 68 rue Jouffroy dans le 17e arrondissement de Paris, trois semaines après son épouse, Berthe Robin-Duvernet, fille de Charles Duvernet, ami de George Sand.

## Publications
- Les seigneurs de Chevenon[4] ;
- Guide électoral pour les élections au Sénat et à la Chambre des députés, en collaboration avec P. Jozon et J. Méline, 1876.

## Fonctions
- sous-secrétaire d'État à l'Agriculture et au Commerce du 22 décembre 1877 au 3 février 1879 dans le gouvernement Jules Dufaure (5) ;
- sous-secrétaire d'État à l'Agriculture et au Commerce du 4 février 1878 au 27 décembre 1879 dans le gouvernement William Henry Waddington ;
- sous-secrétaire d'État à l'Agriculture et au Commerce du 28 décembre 1879 au 22 septembre 1880 dans le gouvernement Charles de Freycinet (1) ;
- sous-secrétaire d'État à l'Agriculture et au Commerce du 23 septembre 1880 au 13 novembre 1881 dans le gouvernement Jules Ferry.

### Iconographie
- Gustave Mohler (1836-1920), Cyprien Girerd, 1865, localisation inconnue.[réf. nécessaire]